# Ferdinand Kavka
Ferdinand Kavka (17. května 1868 – 11. května 1953, Krabčice) byl evangelickým činovníkem a dlouholetým synodním kurátorem Českobratrské církve evangelické. Psal, vydával a překládal náboženskou literaturu.
Působil jako profesor obchodní akademie, posléze jako vrchní úředník Městské spořitelny pražské a následně jako ředitel továrny v Letkách.
Narodil se do katolické rodiny, k reformované církvi konvertoval ve 26 letech; byl pod významným vlivem Jana Karafiáta.
Roku 1898 se aktivně zapojil do Spolku Husova domu v Praze, jehož byl posléze dlouholetým jednatelem. Byl zvolen do funkce seniorátního kurátora reformovaného pražského seniorátu a po vzniku ČCE se stal jejím prvním synodním kurátorem; ve funkci synodního kurátora působil v letech 1921–1939. Zasloužil se o založení spolku Misijní jednota. Byl odpůrcem ordinace žen.
Roku 1934 vydal knihu Syn Boží. Život Ježíše Krista.